# The Fighting Buckaroo (film, 1943)
Pour les articles homonymes, voir The Fighting Buckaroo.
The Fighting Buckaroo est un western américain réalisé par William Berke, sorti en 1943.

## Fiche technique
- Réalisation : William Berke
- Scénario : Luci Ward
- Producteur : Jack Fier
- Photographie : Benjamin H. Kline
- Son : Charles Althouse[1]
- Montage : William F. Claxton
- Production : Columbia Pictures
- Durée : 58 minutes
- Date de sortie : 1er février 1943

## Distribution
- Charles Starrett : Steve Harrison
- Kay Harris : Carol Comstock
- Arthur Hunnicutt : Arkansas
- Ernest Tubb : Ernie
- Johnny Luther's Ranch Boys : Cowhands & Musiciens
- Jessie Arnold (non créditée)
- Stanley Brown (non crédité)
- Bob Burns (non crédité)

## Musique
Le chanteur de country music Ernest Tubb fait ses débuts au cinéma dans ce film, et y chante deux de ses succès
- Walking the Floor Over You
- Blue Eyes Elaine